# Ugra (Grafische Industrie)
Die Ugra (Verein zur Förderung wissenschaftlicher Untersuchungen in der Grafischen Industrie) ist ein Verein der Schweizer Druck- und Medienindustrie. Als solcher vertritt sie die Schweiz in Gremien der ISO. Schwerpunkt der Tätigkeit ist die Forschung und Prüfung.

## Prüfung
Der Verein ist eine akkreditierte Prüfstelle in der Schweiz.
- Digitaldrucker müssen von Ugra zertifiziert werden, bevor sie als dokumentenecht gelten und beispielsweise in Zivilstandsämtern eingesetzt werden dürfen.
- Bei Schadensfällen zwischen Druckereien und ihren Kunden oder Lieferanten treten die Mitarbeiter der Ugra als neutrale Experten auf, untersuchen die Fälle und finden die Ursachen der aufgetretenen Fehler. Diese Funktion kommt auch für Gerichte zum Zug.
- Der Verein prüft Banknotenpapier und Banknoten für viele Nationalbanken weltweit.

Kurt Schläpfer von der Ugra prüfte unter anderem auch die Hitler-Tagebücher und konnte sie anhand der verwendeten Materialien eindeutig als Fälschung entlarven.

## Zertifizierung
Die Vereinigung zertifiziert Materialien, Firmen, Personen, Lieferanten und Schulen nach ISO-Normen. Eine spezielle Zertifizierung ist diese nach PSO (ProzessStandard Offsetdruck).

## Kontrollmittel
Der Verein hat 1975 mit der Entwicklung des Ugra-Testkeiles das Geschäft mit den Kontrollmitteln begonnen. Heute bietet die Ugra Kontrollmittel zum Kontrollieren aller Arbeitsschritte im Arbeitsablauf einer Druckerei an. Eines der bekanntesten Kontrollmittel ist der mit der Fogra zusammen entwickelte Ugra/Fogra-Medienkeil.

## Normierung
Da alle Tätigkeiten des Vereins mit Normen zu tun haben, ist die Organisation selber aktiv in den ISO-Gremien ISO TC 130 (Druckereiindustrie) und ISO TC 6 (Papierindustrie). Der Verein ist seit 1986, als die ISO TC 130 gegründet wurde, als Delegierter der Schweiz, Mitglied in dieser Kommission.

## Forschung
Der Verein forscht zur Erstellung neuer Kontrollmittel, zum Verbessern der Testmöglichkeiten im Prüfbereich, oder als Auftrag eines Kunden.